# صالحه سلطان
صالحه سلطان، همسر سلطان مصطفی دوم (۱۶۹۵ – ۱۷۰۳) و والده سلطان، سلطان محمود یکم (۱۷۳۰ – ۱۷۵۴) بود. او اصالتی یونانی داشت.